# Lek på regnbågen
Lek på regnbågen är en svensk film från 1958 i regi av Lars-Eric Kjellgren. I rollerna ses bland andra Mai Zetterling, Alf Kjellin och Birger Malmsten.

## Handling
Filmen kretsar kring relationen mellan Vanja och Björn.

## Om filmen
Filmen spelades in mellan den 16 oktober och 3 december 1957 i Filmstaden Råsunda, Bromma flygplats och flera platser i Stockholm, bland annat på Kårhuset vid Holländargatan. Vilgot Sjöman var manusförfattare, Gunnar Fischer fotograf och Oscar Rosander klippare. Musiken komponerades av Erik Nordgren och Bengt Hallberg. 
Filmen premiärvisades på biograferna Fontänen i Vällingby och Röda Kvarn vid Biblioteksgatan i Stockholm den 25 augusti 1958. Den var svartvit, 92 minuter lång och tillåten från 15 år.
Manuskriptet utgavs i bokform i anslutning till filmens premiär. Det var Sjömans första verk skrivet direkt för filmen.

## Rollista
- Mai Zetterling – Vanja Ringqvist, socialkurator
- Alf Kjellin – Björn Rådström, student
- Birger Malmsten – Hasse Eriksson
- Gunlög Hagberg – Barbro Axelsson
- Isa Quensel – Björns mor
- Claes Thelander – Hannes Holmén, notarie
- Else-Marie Brandt	– Björns älskarinna
- Inga Landgré – Björns tidigare fästmö
- Gunnar Sjöberg – åklagare
- Lars Egge	– domare
- Märta Dorff – vigselförrättare
- Håkan Serner – filmstudioordförande
- Hans Dahlberg – gäst vid eftersläckning
- Leif Hallberg – skäggig filmstudiomedlem
- Bo Samuelson – Sven-Erik Karlsson
- Bellan Roos – telefonist
- Lars Stevenfeldt – Lasse Holmström, filmskapare
- Charlotta Höök – kårhuslucia
- Björn Gustafson – student
- Kerstin Widgren – student
- Nils Jacobsson – expedit
- John Norrman – sjöman
- Tor Borong – ölgubbe